# Ліс на граніті

Ліс на граніті — заповідне урочище у Волноваському районі Донецької області, біля села Старогнатівка.
Статус заповідного урочища визначено рішенням облвиконкому № 155 11 березня 1981 року. Площа — 71,7 га. Ліс на граніті — це найпівденніша межа природного лісу в Донецькій області.

## Рослинність
Байрачний ліс. Із дерев в урочищі наявні: дуб, клен польовий, клен татарський, ясен, берест. Із чагарників в урочищі наявні: бересклет європейський, глід, терен, карагана чагарникова.
Також в урочищі наявні: півонія тонколиста(занесена до Червоної книги України), шафран сітчастий, ковила, проліска сибірська, хохлатка Галлера, гусячі луки, чистяк весняний.
За кількістю півонії тонколистої «Ліс на граніті» посідає друге місце в Донецькій області після Хомутовського степу.